# Clean with Passion for Now
Clean with Passion for Now (en hangul, 일단 뜨겁게 청소하라; romanización revisada, Ildan tteugeopge cheongsohara), es una serie de televisión surcoreana transmitida del 26 de noviembre del 2018 al 4 de febrero del 2019 por medio de JTBC. 
La serie está basada en el webtoon homónimo de Aengo.

## Sinopsis
Kil Oh-sol es un empleada en una empresa de limpieza; cuando conoce a Jang Sun-kyul, el jefe de la empresa, se da cuenta de que los dos son completamente opuestos cuando se trata de limpieza. Oh-sol, es una mujer apasionada que le da más importancia a su vida que a la limpieza, mientras que Sun-kyul, es un hombre joven que considera que la limpieza es más importante que su vida.
Con la ayuda de Oh-sol, Sun-kyul se enfrenta a su misofobia y poco a poco comienza a enamorarse de ella.

## Reparto

### Personajes principales
| Actor                        | Personaje                | Ocupación                                       | Nº de episodios | Duración    |
| ---------------------------- | ------------------------ | ----------------------------------------------- | --------------- | ----------- |
| Yoon Kyun-sang Son Sang-yeon | Jang Sun-kyul            | Jefe de la empresa de limpieza "Cleaning Fairy" | 16 -            | 2018 - 2019 |
| Kim Yoo-jung                 | Kil Oh-sol               | Empleada de la compañía de limpieza             | 16              | 2018 - 2019 |
| Song Jae-rim                 | Choi Ha-in / Daniel Choi | Psiquiatra de la clínica "Rochester Clinic"     | -               | 2018 - 2019 |

### Personajes secundarios
| Actor          | Personaje        | Ocupación                                     | Episodios | Duración    |
| -------------- | ---------------- | --------------------------------------------- | --------- | ----------- |
| Lee Do-hyun    | Kil Oh-dol       | Atleta de taekwondo / Hermano menor de Oh-sol | -         | 2018 - 2019 |
| Kim Won-hae    | Kil Gong-tae     | Limpiador / Padre de Oh-sol y Oh-dol          | -         | 2018 - 2019 |
| Kim Hye-eun    | Cha Mae-hwa      | Madre de Jang Sun-kyul                        | -         | 2018 - 2019 |
| Kim Min-kyu    | Young Shik       | Limpiador en "Cleaning Fairy"                 | -         | 2018 - 2019 |
| Yang Hak-jin   | Kim Dong-hyun    | Limpiador en "Cleaning Fairy"                 | -         | 2018 - 2019 |
| Ko Geon-han    | Jeon Young-shik  | Limpiador en "Cleaning Fairy"                 | -         | 2018 - 2019 |
| Cha In-ha      | Hwang Jae-min    | Limpiador en "Cleaning Fairy" / Actor         | -         | 2018 - 2019 |
| Min Do-hee     | Min Joo-yeon     | Mejor amiga de Oh-sol                         | -         | 2018 - 2019 |
| Son Byung-ho   | Mr. Yang         | Presidente / Pareja de Cha Mae-hwa            | -         | 2018 - 2019 |
| Choi Yoo-song  | Bodhisattva Wang | -                                             | -         | 2018 - 2019 |
| Ahn Seok-hwan  | -                | Presidente de "AG Group" / Abuelo de Sun-kyul | -         | 2018 - 2019 |
| Yoo Sun        | Miss. Kwon       | Secretaria de Sun-kyul                        | -         | 2018 - 2019 |
| Kim Ki-nam     | Mr. Kim          | Secretario                                    | -         | 2018 - 2019 |
| Kim Kang-hoon  | Ye-joon          | -                                             | -         | 2018 - 2019 |
| Kim Jung-young | Kim Geum-ja      | Niñera de Sun-kyul                            | -         | 2018 - 2019 |

### Otros personajes
| Actor      | Personaje | Ocupación           | Episodios | Duración    |
| ---------- | --------- | ------------------- | --------- | ----------- |
| Gu Ja-geon | -         | Amigo de Gil Oh-dol | -         | 2018 - 2019 |

### Apariciones especiales
| Actor          | Personaje     | Ocupación                              | N.º de episodios | Duración    |
| -------------- | ------------- | -------------------------------------- | ---------------- | ----------- |
| Kwak Si-yang   | -             | Estudiante de la Universidad de Oh-sol | -                | 2018        |
| Park Kyung-hye | -             | Paciente de Choi Ha-in                 | 1, 11, 16        | 2018, 2019  |
| Woo Hyun       | Baek Geum-sul | Paciente de Choi Ha-in                 | 4, 7, 16         | 2018, 2019  |
| Choi Woong     | Lee Do-jin    | Compañero y Primer amor de Gil Oh-sol  | 1, 3-4           | 2018        |
| Na Hae-ryung   | Kim Hye-won   | -                                      | -                | 2018 - 2019 |
| Kim Jung-nan   | -             | -                                      | -                | 2018 - 2019 |
| Bae Yoon-kyung | Eun-hee       |                                        |                  |             |
| Jung Jae-sung  | -             | Jefe de Gil Oh-sol                     | 16               | 2019        |

## Producción
La serie también es conocida como "First, Clean Passionately".
Fue dirigida por No Jong-chan, escrita por Han Hee-jung y contó con los productores ejecutivos Kim Joo-seok y Park Joon-seo.
La serie estuvo basada en el popular webcomic del mismo título de Aengo, el cual fue publicado por primera vez en el 2015.
La primera lectura del guion fue realizada el 30 de enero del 2018 en el edificio de la JTBC en Sangam-dong.
Contó con el apoyo de las compañías de producción "Drama House" y "The Collective", y será distribuida por la JTBC.
Originalmente se esperaba que la serie fuera estrenada en abril del 2018, sin embargo el 26 de febrero del mismo año se reveló que la actriz principal Kim Yoo-jung había sido diagnosticada con hipotiroidismo por lo que tomaría un descanso temporal para centrarse en su tratamiento, por lo que el equipo de producción de la serie había decidido retrasar la grabación de la serie hasta la segunda mitad del año, para esperar a que la salud de Yoo-jung mejorara. Finalmente a finales de mayo del 2018 se anunció que Yoo-jung había regresado a las grabaciones de la serie.
Originalmente en enero del 2018 se había anunciado que el actor Ahn Hyo-seop había sido elegido para interpretar al personaje principal Jang Sun-gyul, sin embargo en mayo del mismo año se anunció que este había tenido que abandonar el proyecto debido a conflictos con la programación después de que se demorara el rodaje de la serie.
En junio del 2018 se anunció que el actor Yoon Kyun-sang había sido elegido para reemplazar al actor Ahn Hyo-seop en el papel de Jang Sun-gyul.